# Villares de la Reina
Villares de la Reina település Spanyolországban, Salamanca tartományban. Villares de la Reina Salamanca, Villamayor, Castellanos de Villiquera, Monterrubio de Armuña, San Cristóbal de la Cuesta, Castellanos de Moriscos és Cabrerizos községekkel határos. Lakosainak száma 6723 fő (2024).

## Népesség
A település népessége az elmúlt években az alábbi módon változott:
| Lakosok száma | 3051 | 3784 | 4933 | 5509 | 6033 | 6167 | 6256 | 6351 | 6494 | 6723 |
|               | 2001 | 2004 | 2007 | 2009 | 2012 | 2014 | 2017 | 2019 | 2022 | 2024 |